# UFC Fight Night: Almeida vs. Garbrandt
UFC Fight Night: Almeida vs. Garbrandt var en MMA-gala som arrangerades av Ultimate Fighting Championship och ägde rum 29 maj 2016 i Las Vegas i USA.